# 西義一

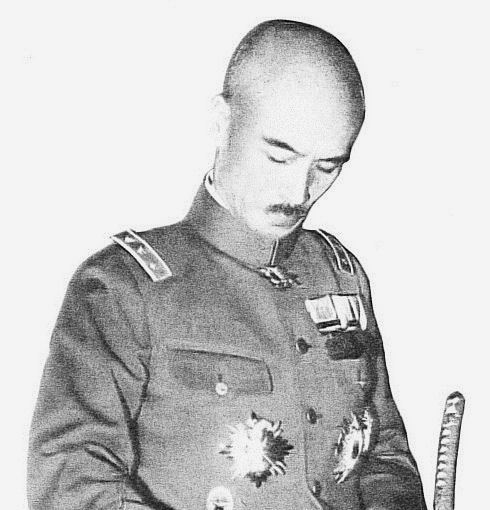
西義一

西 義一（にし よしかず、明治11年（1878年）1月1日 - 昭和16年（1941年）4月15日）は、日本の陸軍軍人。陸軍大将正三位勲一等功二級。

## 経歴
福島県出身。旧会津藩士・西忠義の長男として生れる。忠義は日高地方の開発に功績を挙げたことで生祀され、また臨時帝室編修局嘱託を務めている。弟の西義顕は満鉄社員で、犬養健、松本重治らと汪兆銘工作を行った。西は稚松会の評議員である。
栃木中学校を経て、1898年11月、陸軍士官学校（10期）を卒業し、翌年6月、砲兵少尉任官。1902年12月、陸軍砲工学校高等科を卒業。陸士生徒隊付、第7師団弾薬大隊付を歴任。日露戦争では第2師団後備野砲中隊長として出征した。
1909年12月、陸軍大学校（21期）を卒業し、陸軍野戦砲兵射撃学校教官、野砲第11連隊大隊長、東宮武官、侍従武官、野戦砲兵射撃学校教育部長、欧州出張などを経て、1923年8月、陸軍少将に進級した。野戦重砲兵第3旅団長を務め、1928年8月、陸軍中将となり、陸軍技術本部総務部長、陸軍野戦砲兵学校長を経て、1931年8月1日付辞令により第8師団長の職に補され、同日、陸軍技術会議議員の職務を解かれた。翌1932年4月から1934年1月まで満州で活動した。1934年11月22日発表の論功行賞において、功二級勲一等旭日大綬章、元第八師団長、中将（官等は同年4月29日現在）として掲載され、合わせて殊勲甲の特賞を受賞したことが新聞各社の号外等により報道された。東京警備司令官を務め、1934年11月、陸軍大将となり、東部防衛司令官を兼務した。軍事参議官在任中に、二・二六事件が発生。その後の粛軍人事でも現役として残り教育総監に就任したが病を得、1936年8月、予備役に編入された。

## 栄典
位階
- 1902年（明治35年）2月20日 - 従七位[7]
- 1915年（大正4年）4月20日 - 正六位[8]
- 1923年（大正12年）11月20日 - 正五位
- 1928年（昭和3年）9月1日 - 従四位[9]

勲章
- 1920年（大正9年）6月25日 - 勲三等瑞宝章[10]
- 1925年（大正14年）5月10日 - 勲二等瑞宝章[11]
- 1932年（昭和7年）10月15日 - 勲一等瑞宝章[12]
- 1940年（昭和15年）8月15日 - 紀元二千六百年祝典記念章[13]

## 親族
- 長男 義正（陸軍大尉）
- 義父 野田豁通（陸軍主計総監、男爵）
- 娘婿 村田昌夫（陸軍大佐）・井本臺吉（検事総長）